# Clidemia lanuginosa
Clidemia lanuginosa är en tvåhjärtbladig växtart som beskrevs av Frank Almeda. Clidemia lanuginosa ingår i släktet Clidemia och familjen Melastomataceae. Inga underarter finns listade i Catalogue of Life.